# Йорданське кладовище
Йорданське кладовище — кладовище у Києві. Утворилося у XVII—XVIII ст. при Миколаївському Йорданському жіночому монастирі, ліквідованому 1808 року. Після ліквідації монастиря його храм став парафіяльним, відповідно і кладовище з монастирського перетворилося на міське, для поховання мешканців Татарки, Юрковиці і околиць.
Храм і дзвіницю було розібрано 1935 року. Відтоді кладовище також закрили і воно почало занепадати. Залишки кладовища, обнесені парканом, збереглися на схилах Юрковиці на північ від групи будинків № 26, 26-а, 26-б по вулиці Князя Володимира Мономаха. Від остаточної руйнації кладовище рятує рельєф місцевості, який робить цю ділянку малопривабливою для будівельників.

## Зображення

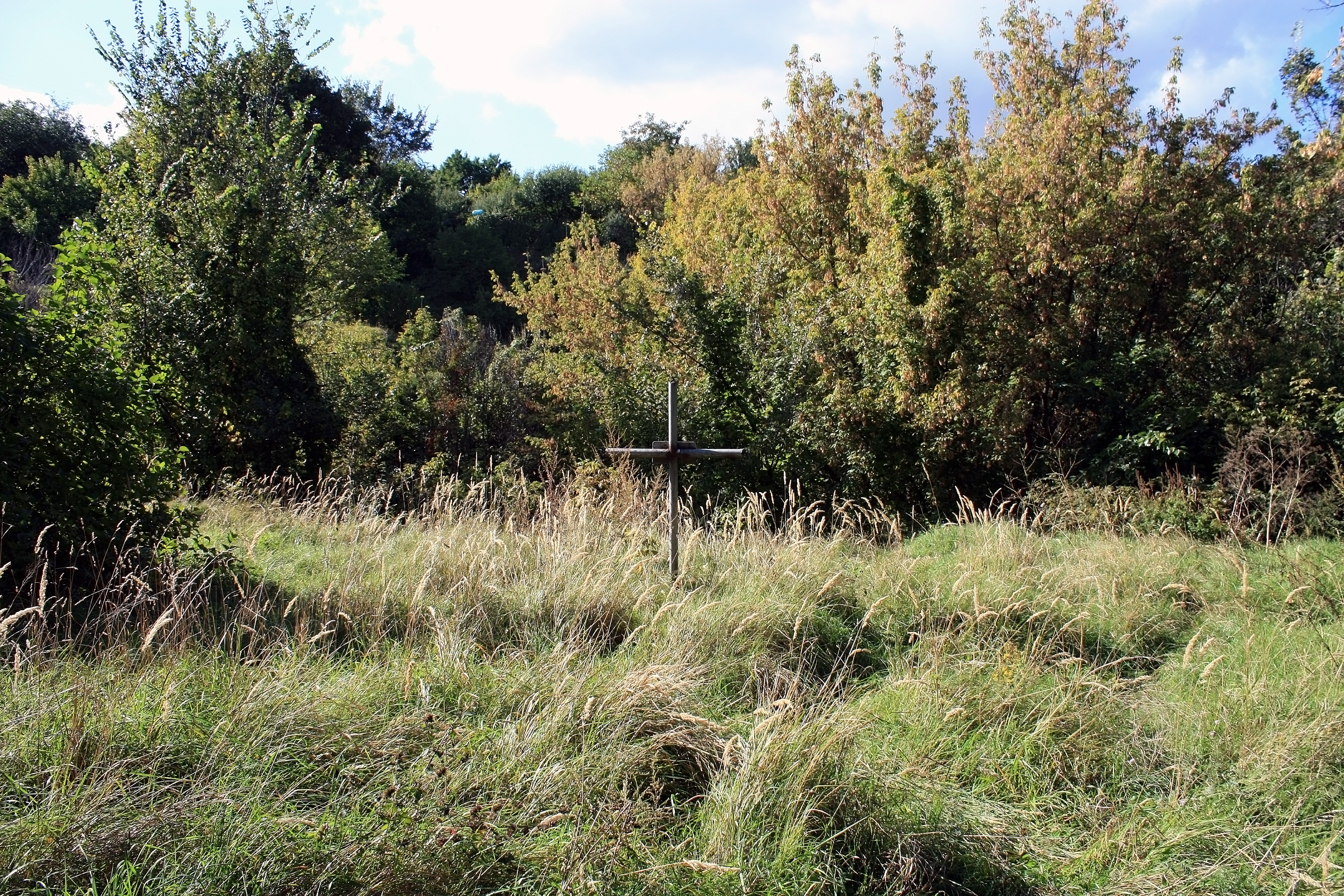
Один з вцілілих хрестів
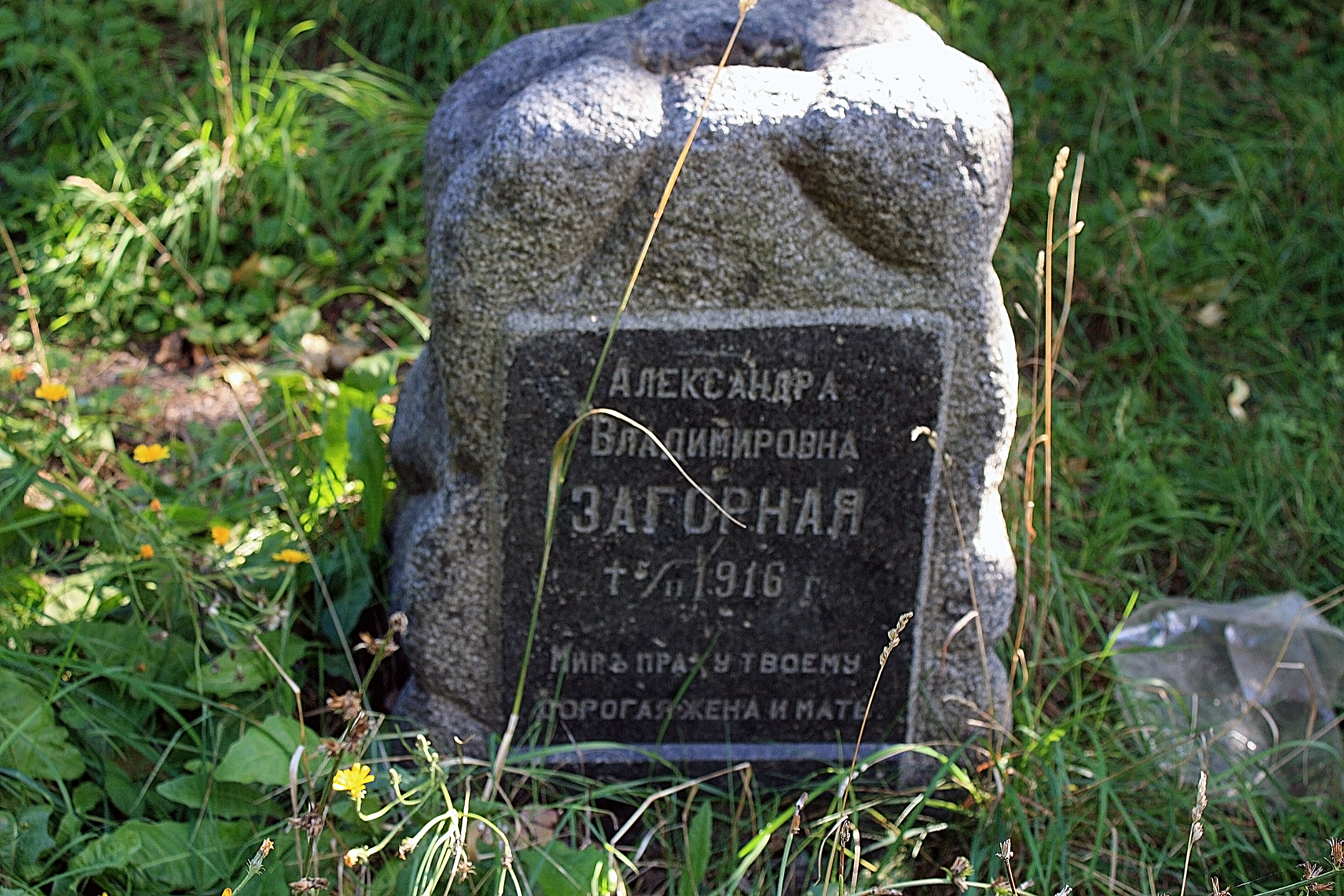
Надгробок на цвинтарі